# Limnofregata
Limnofregata — викопний рід сулоподібних птахів родини фрегатових (Fregatidae). Існував у ранньому еоцені (51-49 млн років тому).

## Скам'янілості
Декілька фрагментів скелета та два черепа птаха знайдено у відкладеннях формації Грін-Рівер у штаті Вайомінг (США), що датується віком 49 млн років. На основі цих решток описано два види, Limnofregata azygosternon та Limnofregata hasegawai. У 2014 році у відкладеннях формації Васатч, що на 2 млн років старша від Грін-Рівер і знаходить теж у Вайомінгу, знайдено рештки третього виду Limnofregata hutchisoni.

## Опис
Птахи роду Limnofregata нагадували сучасних фрегатів, але мали коротший, менш гачкуватий дзьоб, довші ноги та довші щілиноподібні носові отвори. На землі вони мали зріст від 30 до 40 см і мали розмах крил приблизно від 100 до 120 см.

## Палеоекологія
Limnofregata жив на прісних водоймах, чим відрізняється від сучасних фрегатів, що є морськими видами. Живилися водними дрібними хребетними і безхребетними. Статевий диморфізм, йморно, не був таким вираженим як у сучасних представників родини.